# Tyler Pitlick
Tyler Joseph Pitlick, född 1 november 1991, är en amerikansk professionell ishockeyspelare som spelar för New York Rangers i NHL.
Han har tidigare spelat på NHL-nivå för Arizona Coyotes, Philadelphia Flyers, Dallas Stars och Edmonton Oilers och på lägre nivåer för Bakersfield Condors och Oklahoma City Barons i AHL samt Medicine Hat Tigers i WHL och Minnesota State Mavericks i NCAA.

## Klubblagskarriär

### NHL

#### Edmonton Oilers
Han draftades i andra rundan i 2010 års draft av Edmonton Oilers som 31:a spelare totalt.

#### Dallas Stars
Den 1 juli 2017 skrev han som free agent på ett treårskontrakt värt 3 miljoner dollar med Dallas Stars.

#### Philadelphia Flyers
Han tradades den 24 juni 2019 till Philadelphia Flyers i utbyte mot Ryan Hartman.

## Privatliv
Pitlick är kusin till ishockeyforwarden Rem Pitlick, som tillhör Nashville Predators organisation, och släkt med den före detta ishockeybacken Lance Pitlick, som spelade för Ottawa Senators och Florida Panthers mellan 1994 och 2002.